# オゾン化油
オゾン化油（オゾンかゆ）は、オリーブ油やひまわり油等オレイン酸を含む油脂にオゾンガスを導通して得られる物質である。オゾン化オイルと呼ばれることもある。特にオリーブ油から生成されたものはオゾン化オリーブ油と呼ばれる。英名ではオゾン化油はozonated oil、オゾン化オリーブ油はozonated olive oilと呼ばれる。

## 用途
ヨーロッパ諸国では60年以上も前から外表疾患治療薬として使用されてきた(文献1)。キューバでは口腔外科領域、婦人科領域、寄生虫の治療などに用いられている(文献3)。
日本では薬局方などに記載されておらず、薬事法による医薬品として認可されてはいない。
櫻井正太郎等は臨床データを元に褥瘡、痔孔、痔ろう、皮膚潰瘍その他に治癒効果が認められると発表している（文献2,3,4)。

## 化学的構造
一般にオゾンをオレフィン系炭化水素と接触させるとオゾンが炭素の二重結合の部分に入り込んだオゾニドと呼ばれる物質となる。オゾン化オイルはオレイン酸がオゾニドとなったものである(文献1)。北海道大学大学院薬学研究院の研究グループは、日本医療・環境オゾン研究会　第12回研究講演会でオゾン化オリーブ油には通常のオゾニドの他低分子及び高分子のクロスオゾニドも生成している、と発表している(文献1)。